# Eyes of the Insane
"Eyes of the Insane" é uma canção de 2006 da banda americana de thrash metal Slayer, extraída do álbum Christ Illusion, de 2006. A letra explora a angústia mental de um soldado americano após seu retorno para casa após a Segunda Guerra do Golfo e é baseada em um artigo intitulado "Casualty of War" na revista Texas Monthly; foi escrita pelo vocalista Tom Araya durante a pré-produção do álbum. A canção foi bem recebida pela crítica e também alcançou a 15ª posição na parada de singles dinamarquesa.
O videoclipe que acompanha o vídeo, do diretor armênio nascido em Teerã, Tony Petrossian, foi gravado na região de Los Angeles em agosto de 2006. O filme é apresentado como um close-up da pupila e da íris do soldado, que refletem imagens desconcertantes de horrores relacionados à guerra, flashbacks de sua casa, esposa e filhos e, por fim, imagens de sua morte. "Eyes of the Insane" foi usada na trilha sonora de Saw III e ganhou o prêmio de Melhor Performance de Metal no Grammy Awards de 2007.

## Origens
Enquanto caminhava por um aeroporto, o vocalista Tom Araya pegou uma edição de março de 2006 da Texas Monthly com um capacete de soldado na capa. Ao ver o artigo "Casualty of War" (Vítimas de Guerra), ele ficou interessado o suficiente para comprar uma cópia. A edição explorava o envolvimento de militares do Texas na Guerra do Iraque e incluía uma lista de soldados texanos que morreram no conflito. O artigo era acompanhado por fotos de alguns dos mortos, enquanto outro artigo tratava da angústia dos soldados sobreviventes em seu retorno para casa. Araya disse mais tarde que o artigo "o deixou perplexo".
Araya leu o artigo durante seu voo de volta para Los Angeles. A pré-produção do décimo álbum de estúdio do Slayer, Christ Illusion, tinha acabado de começar, e a banda estava prestes a realizar um ensaio de três dias com o produtor Josh Abraham. Araya deixou sua bagagem no hotel para comparecer aos ensaios e então retornou para reler o artigo. Achando-o "muito profundo", ele acordou no meio da noite e escreveu a letra. Ele disse que seu tratamento do tópico é "sincero" e que acredita que seja "um que os militares não querem que você saiba. Eles varrem para debaixo do tapete, mas é uma história que precisa ser contada". O guitarrista da banda, Kerry King, disse que "essas novas músicas [do álbum Christ Illusion] não são políticas de forma alguma: 'Jihad', 'Eyes of the Insane' — é o que está sendo vomitado para nós pela TV".

## Estrutura musical
"Eyes of the Insane" tem 3 minutos e 23 segundos de duração. Um padrão lento de bateria tocado por Dave Lombardo abre a faixa, sobre o qual Hanneman e King tocam escalas angulares e descendentes na guitarra. Esses riffs de guitarra evoluem de verso para verso e foram descritos pela AllMusic como "intensamente angustiantes". A música gradualmente se desenvolve ao longo dos versos, refrão e ponte, antes de se resolver com um refrão "imenso".
Alguns críticos prestaram atenção especial à contribuição vocal de Araya. Zach Hothorn, da revista Prefix, disse que a canção "permite que Araya mostre sua extensão vocal, aprofundando-se para criar tensão e criando 3 minutos e meio maravilhosamente arrepiantes", enquanto Ian Robinson, do musicOMH, sentiu que a faixa "é uma mudança de ritmo distinta, mas bem-vinda, com os ritmos de metralhadora de Dave Lombardo formando a espinha dorsal do grito impressionantemente intacto de Tom Araya".

## Videoclipe
Quando o Slayer decidiu que um videoclipe deveria ser filmado, compromissos de turnê impediram seu envolvimento na filmagem real. Em vez disso, outros foram contatados para produzir o filme. O diretor Tony Petrossian apresentou ao Slayer o primeiro rascunho, e o grupo fez algumas sugestões de melhoria. Nunca o tendo conhecido, King lembrou que Petrossian "fez um tratamento, e todos nós curtimos o tratamento, então simplesmente o soltamos". O videoclipe com tema de guerra de "Eyes of the Insane" foi filmado em 13 de agosto de 2006, na área de Los Angeles. A empresa de elenco Tolley Casparis Casting buscou um homem caucasiano com idade entre 18 e 26 anos para aparecer no clipe, com audições realizadas em 10 de agosto de 2006. As notas oficiais do projeto consideraram que "Esse cara deve ser um ator sério, capaz de expressar tudo através dos olhos. Ele era inocente há alguns meses, agora está marcado por ver tanta briga. Sobrancelhas fortes que não sobrepujam o rosto. Cicatrizes ou veias grandes são, na verdade, um ponto positivo."
O vídeo foi filmado como uma "narrativa em primeira pessoa sobre os horrores que levam aos momentos finais de um soldado na guerra", e foi descrito como "um único, longo e estreito close-up do olho do soldado com imagens claramente refletidas em sua pupila e íris e perfeitamente coreografadas com o ritmo da música. São refletidas imagens desconcertantes de paraquedistas entrando em território inimigo, tiros, helicópteros e tanques, explosões, flashbacks pungentes de sua esposa, filho e casa, e as imagens de sua morte." Dois finais foram filmados; um em que o soldado é morto como resultado de ferimentos de combate sustentados, e outro em que o soldado comete suicídio por enforcamento - este último foi usado. Jeff Hanneman confirmou que a banda "amou" o conceito do olho, e pessoalmente sentiu que o vídeo era "muito incrível" quando o viu pela primeira vez. King admitiu que o filme é "muito legal - achei uma ideia legal - muito diferente, especialmente para nós, porque geralmente fazemos vídeos baseados em performance." O vídeo foi postado exclusivamente no mp3.com no final de outubro de 2006. Em 2007, o vídeo ganhou uma indicação ao Metal Hammer Golden Gods Awards de Melhor Vídeo, mas acabou perdendo para "Seize The Day" do Avenged Sevenfold.

## Recepção crítica
Os críticos foram geralmente positivos ao analisar "Eyes of the Insane". Cosmo Lee, da revista Stylus, descreveu a faixa como "uma exploração sombria e de ritmo médio da psique de um soldado" e comentou que "é memorável e seria um bom respiro entre os habituais barnburners". Peter Atkinson, do KNAC.com, sentiu que "'Eyes of the Insane' oferece uma sequência pós-traumática de 'Mandatory Suicide', novamente com uma trilha sonora que lembra a original, mas ostentando alguns ganchos verdadeiramente gigantescos que agitam as coisas." Don Kaye, do Blabbermouth.net, fez uma comparação com uma faixa diferente do Slayer que Atkinson, e comentou que "'Eyes of the Insane' e 'Catatonic' têm aquela sensação lenta e triturante de destruição que a banda fez tão bem antes em clássicos como 'Dead Skin Mask'."

## Prêmios
A canção foi nomeada para Melhor Performance de Metal no Grammy Awards de 2007. Quando perguntado sobre sua opinião sobre a nomeação, King revelou que ele "nem se importava", e observou que os fãs do Slayer "não dão a mínima e isso é a coisa mais importante para mim". O entrevistador expressou sua surpresa com a nomeação dada as letras "inflamatórias" do Slayer, ao que King respondeu: "Isso seria a coisa mais legal, sabe? Ganhar com a merda sobre a qual escrevemos." A cerimônia foi realizada em 11 de fevereiro de 2007, no Staples Center em Los Angeles, com o Slayer competindo contra Mastodon, Lamb of God, Ministry e Stone Sour. O Slayer ganhou o prêmio Grammy de Melhor Performance de Metal, embora a banda não tenha podido comparecer por causa de uma turnê norte-americana conflitante. Araya comentou sobre a vitória de um quarto de hotel em Columbus, Ohio: "Jeff [Hanneman] e eu colocamos muito em 'Eyes of the Insane', então estamos emocionados que os votantes do Grammy reservaram um tempo para ouvi-la e depois votar nela. Estamos aqui na estrada e estamos todos muito, muito felizes." King discordou, considerando a música "uma das piores representações de nós [Slayer] no disco [Christ Illusion]". Ele disse ainda que, se tivesse a decisão, teria escolhido a polêmica faixa "Jihad" para representar o Slayer de seu nono álbum Christ Illusion. Crítico da Recording Academy, King disse: "Realisticamente, acho que as pessoas na academia que votam escolhem o nome conhecido ... E é isso que somos."

## Em outras mídias
A trilha sonora do filme de terror de 2006 Saw III incluiu "Eyes of the Insane" e foi lançada em 24 de outubro de 2006 pela Warcon Enterprises. A faixa foi uma das seis músicas tocadas pelo Slayer durante sua primeira aparição na televisão dos EUA no Jimmy Kimmel Live! da ABC-TV (19 de janeiro de 2007), e foi a única música transmitida na íntegra. No entanto, King não gosta de tocar "Eyes of the Insane" ao vivo, comentando: "É simplesmente chato de tocar, uma boa música é apenas chata de tocar na guitarra."

## Lista de faixas
CD1
| N.º | Título                         | Duração |  |
| 1.  | "Eyes of the Insane"           | 3:23    |  |
| 2.  | "Eyes of the Insane" (ao vivo) | 3:31    |  |

CD2
| N.º | Título               | Duração |  |
| 1.  | "Eyes of the Insane" | 3:23    |  |
| 2.  | "Cult" (ao vivo)     | 4:37    |  |
| 3.  | "Reborn" (ao vivo)   |         |  |

Vinil 7"
| N.º | Título               | Duração |  |
| 1.  | "Eyes of the Insane" | 3:23    |  |
| 2.  | "Cult" (ao vivo)     | 4:37    |  |

## Desempenho nas tabelas musicais
| Tabela (2006)                  | Posição |
| ------------------------------ | ------- |
| Dinamarca (Hitlisten)          | 15      |
| Reino Unido (UK Singles Chart) | 97      |